# Łukaszewko
Łukaszewko – przysiółek wsi Strzyżewo Paczkowe w Polsce, położony w województwie wielkopolskim, w powiecie gnieźnieńskim, w gminie Gniezno.
W latach 1975–1998 przysiółek administracyjnie należał do województwa poznańskiego.